# Eugene O'Curry
Eugene O'Curry (en irlandais : Eoghan Ó Comhraí or Eoghan Ó Comhraidhe, 20 novembre 1794 - 30 juillet 1862) est un philologue et antiquaire irlandais.

## Biographie
Il est né à Doonaha, près de Carrigaholt, dans le comté de Clare, fils d'Eoghan Ó Comhraí, un fermier, et de sa femme Cáit. Eoghan passe quelque temps comme colporteur itinérant et développe un intérêt pour le folklore irlandais et la musique traditionnelle. Fait inhabituel pour quelqu'un de son milieu, il semble avoir été alphabétisé et il est connu pour avoir possédé un certain nombre de manuscrits irlandais. Il est probable qu'Eoghan est principalement responsable de l'éducation de son fils.
Après avoir passé quelques années à travailler dans la ferme de son père et en tant que professeur d'école, Eugene O'Curry s'installe à Limerick vers 1824 et y travaille sept ans dans un hôpital psychiatrique. Il épouse Anne Broughton, fille de John Broughton de Killaderry près de Broadford, comté de Limerick, le 3 octobre 1824. O'Curry est un partisan de l'émancipation catholique et en 1828 écrit un poème félicitant Daniel O'Connell pour son élection comme député.
Au cours de cette période, O'Curry se forge une réputation pour sa connaissance de la langue irlandaise et de l'histoire irlandaise et, en 1834, est en correspondance avec l'antiquaire John O'Donovan. Il est employé, de 1835 à 1842, sur la recommandation d'O'Donovan, dans la section topographique et historique de l'Irish Ordnance Survey. O'Donovan épouse ensuite la belle-sœur d'O'Curry, Mary Anne Broughton, en 1840. O'Curry passe une grande partie du reste de sa vie à Dublin et gagne sa vie en traduisant et en copiant des manuscrits irlandais. Il compile le catalogue des manuscrits irlandais du British Museum (1849) pour un montant de 100 £. O'Curry est responsable des transcriptions des manuscrits irlandais à partir desquels O'Donovan édite The Annales des quatre maîtres entre 1848 et 1851.
En 1851, il est élu membre de la Royal Irish Academy et, lors de la fondation de l'Université catholique d'Irlande en 1854, il est nommé professeur d'histoire et d'archéologie irlandaises. Il travaille avec George Petrie sur la musique ancienne de l'Irlande (1855). En 1852, lui et O'Donovan proposent le Dictionnaire de la langue irlandaise, qui est finalement commencé par la Royal Irish Academy en 1913 et finalement achevé en 1976.
Ses conférences sont publiées par l'université en 1860 et donnent une meilleure connaissance de la littérature médiévale irlandaise que celle que l'on peut obtenir de toute autre source. Trois autres volumes de conférences sont publiés à titre posthume, sous le titre On the Manners and Customs of the Ancient Irish (1873). Ses transcriptions volumineuses, notamment huit énormes volumes de l'ancienne loi irlandaise, témoignent de son travail incessant. La Celtic Society, du conseil dont il est membre, publie deux de ses traductions de contes médiévaux.
Il meurt d'une crise cardiaque, à son domicile de Dublin, le 30 juillet 1862, et laisse deux fils et deux filles.
Il est enterré au cimetière de Glasnevin à Dublin. O'Curry Road dans le quartier Tenters de Dublin 8 est nommé en son honneur. Le club O'Curry GAA sur la péninsule de Loop Head et O'Curry Street à Kilkee portent également son nom.
 